# Roveré della Luna
Pour les articles homonymes, voir Luna.
Roverè della Luna est une commune d'environ 1 600 habitants située dans la province autonome de Trente dans la région du Trentin-Haut-Adige dans le nord-est de l'Italie.

## Administration
| Période                                  | Période | Identité | Étiquette | Qualité |
| ---------------------------------------- | ------- | -------- | --------- | ------- |
|                                          |         |          |           |         |
| Les données manquantes sont à compléter. |         |          |           |         |

### Communes limitrophes
Les communes limitrophes sont  Cortaccia sulla Strada del Vino, Magrè sulla Strada del Vino, Mezzocorona, Predaia, Salorno sulla Strada del Vino et Ton.